# Blockveranstaltung
Eine Blockveranstaltung ist eine Lehrveranstaltung, die in konzentrierter Form in einem zusammenhängenden Zeitraum („Block“) von einigen Tagen, seltener einigen Wochen abgehalten wird. Oft wird auch durch mehrere Monate ein bestimmter Wochentag oder ein Halbtag als Blockzeit verwendet.
Zum Beispiel bieten Universitäten oder vergleichbare Einrichtungen oft spezielle Kurse/Lehrinhalte als Blockveranstaltung an (auch Blockausbildung genannt), die in den Sommer- bzw. Semesterferien nur wenige Tage oder Wochen dauern und gleichwertig sind mit Veranstaltungen, die über ein oder gar mehrere Semester laufen.
Blocklehrveranstaltungen können z. B. Labor- und Feldübungen sein, fachbezogene Exkursionen, Post-graduate-Ausbildungen und Hochschullehrgänge, oder Blockunterricht an Schulen.
Die Prüfungen werden oft unmittelbar am Ende des Zeitblocks abgenommen, bei längeren Lehrgängen auch unterteilt in thematische Prüfungsblöcke.